# Charles Crickitt
Charles Crickitt (12 de janeiro de 1736 - 16 de janeiro de 1803) foi um banqueiro e político inglês. Ele foi membro do Parlamento por Ipswich de 1784 até à sua morte em 1803.
Ele era afilhado de Bamber Gascoyne.